# Монтекалволи
Монтекалволи је насеље у Италији у округу Пиза, региону Тоскана.
Према процени из 2011. у насељу је живело 3171 становника. Насеље се налази на надморској висини од 17 м.